# Philip Habib
Philip Charles Habib (Brooklyn, 25 febbraio 1920 – Puligny-Montrachet, 25 maggio 1992) è stato un diplomatico statunitense di origini libanesi.

## Biografia
Diplomatico di carriera statunitense, di origine libanese, noto per la sua azione svolta in Vietnam, Corea del Sud e Vicino Oriente, Philip Habib è stato definito dal quotidiano statunitense New York Times "il diplomatico statunitense professionalmente più illustre della sua generazione".
Habib nacque da genitori cristiani maroniti libanesi a Brooklyn (New York) e qui crebbe, in una parte del quartiere nota come Bensonhurst. Lavorò come spedizioniere prima di intraprendere i propri studi nel College of Forestry and Wildlife and Range Sciences dell'Università dell'Idaho. Dopo la laurea nel 1942, servì sotto le armi nell'esercito degli Stati Uniti fino al 1946, raggiungendo il grado di capitano. Proseguì i suoi studi con un PhD in Economia agricola nella Università della California - Berkeley, conseguendo il dottorato nel 1952. Grazie a un manifestino che informava di un esame per l'ingresso nel Dipartimento di Stato, provò a sostenere l'esame e, superatolo, fu ammesso.
Iniziando nel 1949 il suo servizio all'estero, Habib fu in Canada, Nuova Zelanda, Corea del Sud (due volte), Somalia e Vietnam del Sud. Fu promosso alla posizione di vice Assistente Segretario di Stato per le questioni dell'Asia orientale e del Pacifico: incarichi che ricoprì nel periodo 1967-1969 e partecipò alla delegazione di pace per il Vietnam nel 1968. Habib ricoprì posti sempre più importanti nell'amministrazione del Dipartimento di Stato, servendo in qualità di Ambasciatore in Corea del Sud (1971-1974), Assistente Segretario di Stato per gli Affari dell'Asia orientale e del Pacifico (1974-1976) e di Sotto-Segretario di Stato per gli Affari Politici (1976-1978), durante il quale egli fu il capo mediatore per gli Stati Uniti negli Accordi di pace di Camp David fra Israele ed Egitto.
Habib lasciò il servizio diplomatico in seguito a un terzo attacco cardiaco. Nel 1978 accettò un posto di docente ("Diplomat-in-residence") nella Università del Michigan ma presto tornò al servizio pubblico nel 1979, come Consigliere speciale e, nel 1981, ricevette da Ronald Reagan l'incarico di Inviato speciale per tentare di metter fine alla Guerra civile libanese. Habib negoziò una pace che consentì all'OLP di evacuare la città di Beirut, assediata dalle forze militari israeliane nella cosiddetta "Operazione Pace in Galilea" (così definita da Israele ma, di fatto, la Prima guerra israelo-libanese).
Nel 1982, per i suoi sforzi di pace, fu insignito della Medaglia presidenziale della libertà, la più alta onorificenza concessa dal governo USA a un cittadino statunitense. Ai primi del 1986, Reagan inviò Habib nelle Filippine per convincere il Presidente Ferdinand Marcos a rassegnare le proprie dimissioni.  Nel marzo dello stesso anno, Reagan nominò Habib inviato speciale in America centrale con l'intento di garantire gli interessi USA, messi a rischio dal conflitto in atti in Nicaragua. I "falchi" dell'Amministrazione intendevano usare il suo prestigio e la sua statura morale per far progredire l'opzione militare, specificamente fornendo di ulteriori finanziamenti i Contras locali.
Tuttavia, l'ambasciatore Habib prese assai più sul serio il suo incarico. Ritenendo che il vecchio Gruppo Contadora avesse fatto il suo tempo, Óscar Arias - il neo-Presidente eletto della Costa Rica - propose un nuovo piano che perseguiva un effettivo processo di democratizzazione del Nicaragua. Habib prese il Piano Arias seriamente e lavorò per aiutarlo nella sua messa a punto. "Philip Habib è diventato il mio ambasciatore col resto dei Presidenti centroamericani", affermò lo stesso Arias.
Il 7 agosto 1987, i cinque presidenti centroamericani, sorpresero il resto del mondo, concordando in via di principio con il Piano Arias.  Dal momento che ulteriori negoziati avrebbero richiesto un incontro diretto di Habib col presidente nicaraguense Daniel Ortega, il Presidente statunitense Reagan gli vietò di effettuare quel viaggio. Ritenendo di non poter fare nulla di più, a causa dell'evidente carenza di fiducia di Reagan nei suoi confronti, Habib presentò le sue dimissioni dall'incarico. Nel 1992, mentre era in vacanza a Puligny-Montrachet (in Francia), Habib ebbe un'ulteriore crisi cardiaca e morì.
Nel 2002 nella biografia di Habib redatta da John Boykin, "Cursed is the Peacemaker" (Applegate Press, Belmont, CA), fu descritto convenientemente il fondamentale ruolo svolto dalla mediazione di Habib tra Israele e Libano durante la loro guerra del 1982. Nel 2006 a Habib è stato dedicato un francobollo dalle Poste statunitensi, in una serie dedicata a sei tra i più eminenti diplomatici del Paese. Mentre era ambasciatore nella Corea del Sud, Habib fu il principale sostenitore della costruzione della nuova residenza dell'Ambasciatore: un edificio in stile neo-classico coreano. La residenza è poi stata chiamata Habib House in riconoscimento dei suoi sforzi.